# Сьерра-Мадре (Калифорния)
Сьерра-Мадре (англ. Sierra Madre) — город в округе Лос-Анджелес в штате Калифорния в Соединённых Штатах Америки.
Согласно данным переписи населения США 2020 года число жителей города 
составляло 11 628 человек, что, для такого небольшого населённого пункта, существенно больше (+ 6.5%), чем было во время предыдущей переписи проводившейся в 2010 году (10 917 человек).

## История
В доколумбову эпоху на этих землях жили коренные американцы из народа тонгва (букв. «Люди Земли»). Их основным языком был юто-ацтекский шошонский. В XVI веке здесь было около 25 индейских деревень с населением около четырёхсот человек.
К 1769 году в регион прибыли первые испанские поселенцы, обнаружив, что в 31 деревне проживало около 5000 тонгва. Сьерра-Мадре было местом поселения под названием Сонайна. Два года спустя в районе современного Монтебелло была основана Миссия Сан-Гейбриел Арканхел. Позднее миссия была перенесена в Сан-Гейбриел из-за сильного наводнения из-за реки Рио-Хондо, которое уничтожило их урожай. Первоначальное место миссии теперь отмечено как историческая достопримечательность Калифорнии. Тонгва были интегрированы в культуру миссии, и испанцы переименовали племя в индейцев Габриелино. Первая тропа Маунт-Вилсон была проложена индейцами Габриелино, которые использовали её, когда спускали древесину с гор для строительства миссии Сан-Габриэль в 1771 году.

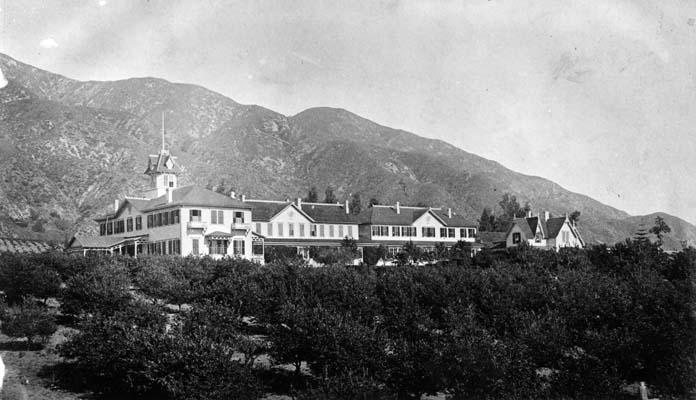
«Вилла Сьерра-Мадре»
(первый отель города; 1884 год)

В 1888 году была построена железнодорожная станция Санта-Анита, а в декабре 1906 года в городе появились первые телефоны, что стимулировало развитие местной промышленности и, как следствие, рост населения.
2 февраля 1907 года состоялись первые общегородские выборы, и 96 граждан проголосовали (71/25) за официальное включение сообщества в реестр штата; население составляло около 500 человек. В феврале 1907 года, через восемнадцать дней после выборов, Сьерра-Мадре был включен в состав Калифорнии в качестве города. Первым мэром стал Чарльз Уортингтон Джонс.
Через год после присоединения города местные католики связались со священником из Чикаго, отцом М. В. Бартом, который переехал на запад по состоянию здоровья, чтобы спросить, может ли он отслужить для них мессу. Строительство первой, очень маленькой церкви прихода Святой Риты, основанной Бартом в 1908 году, было завершено в 1910 году, а в 1922 году открылась приходская школа католической церкви Святой Риты.

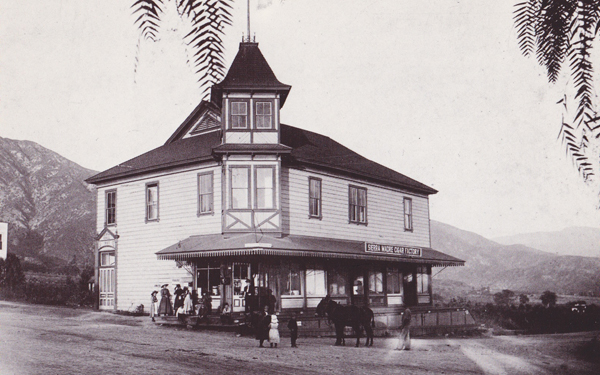
Сити-Холл (1895 год)

В 1921 году сильный пожар в пекарне на Виндзор-лейн и Монтесито-корт побудил официально организовать добровольную пожарную дружину Сьерра-Мадре. В XXI веке она являлась последней оставшейся организацией такого рода в Большом Лос-Анджелесе пока в 2017 году не перешла на профессиональную основу.
14 мая 1942 года, после нападения на Перл-Харбор, во время Второй мировой войны, японское население Сьерра-Мадре было обязано отправиться в концентрационный лагерь расположенный в городе в Туларе с целью выявления возможных шпионов, саботажников и диверсантов.
В 1948 году Верховный суд США в деле Шелли против Кремера отменил расовые ограничения, которые не позволяли афроамериканцам владеть домами в Сьерра-Мадре и некоторых соседних городах. Однако модели сегрегации уже устоялись и сохранялись на рынке жилья вплоть до 1968 года.
В 1967 году принцесса Маргарет Роуз, графиня Сноудон посетила Британский дом в Сьерра-Мадре.

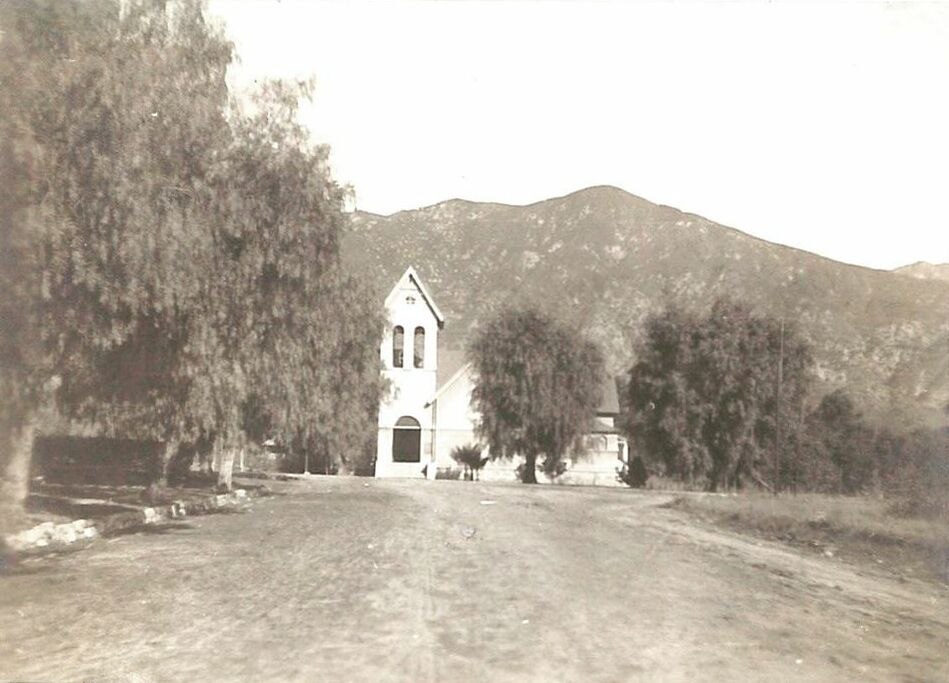
Старая церковь (1906)

27 января 1968 года была открыта Историческая заповедная зона и Сьерра-Мадре стал первым городом в Южной Калифорнии, имеющим свой заповедник дикой природы.
В 1974 году была освящена колокольня в Керстинг-Корте; в ней находится оригинальный школьный колокол из здания школы 1885 года.
В 1983 году Сьерра-Мадре посетила Элизабет Александра Мэри более известная как Елизавета II.
В 2003 году в Мемориальном парке была открыта Фотостена ветеранов, созданная Джоном Грихальвой.
В 2007 году город был награждён премией All-America City Award (с англ. — «Всеамериканский город») присуждаемой Национальной гражданской лигой, которую неофициально называют «Нобелевской премией за конструктивное гражданство» и которая выдается за активную гражданскую позицию жителей некорпоративных сообществ Соединённых Штатов в жизни местного самоуправления. В том же году была открыта отреставрированная пушка времён Первой мировой войны в Мемориальном парке.

## География
Согласно данным Бюро переписи населения США, общая площадь города составляет 3,0 квадратных мили (7,7 км2 Из них 3,0 кв. мили (7,7 км2) приходится на сушу, а 0,15% занимает водная поверхность.

## Климат

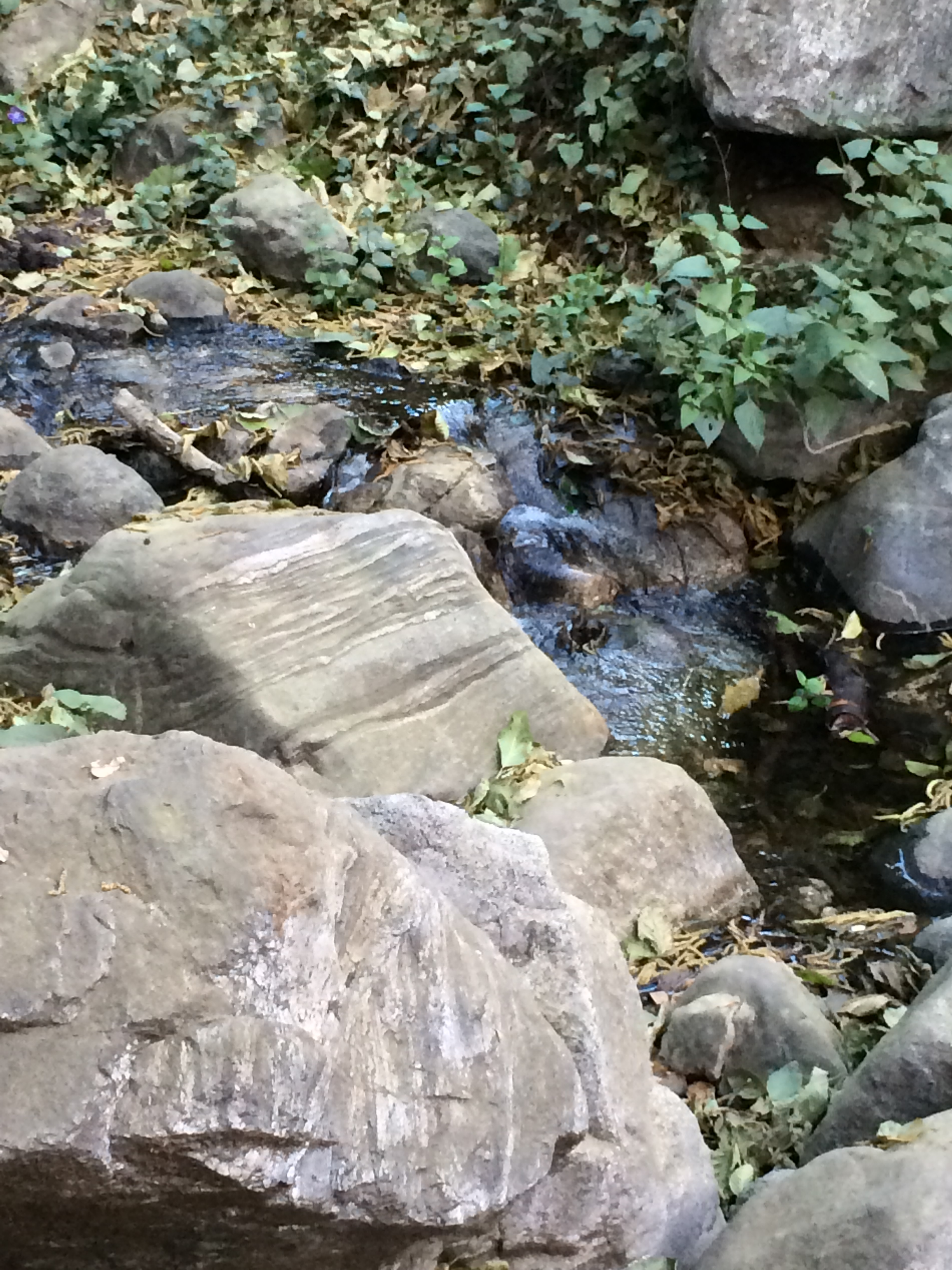
Ручей близ Сьерра-Мадре

В Сьерра-Мадре тёплое сухое лето и прохладная влажная зима (средиземноморский тип климата). Годовое количество осадков составляет всего около 24 дюймов, в основном они выпадают в период с ноября по март. В осенние месяцы южнокалифорнийское явление, называемое ветрами Санта-Ана, может приносить дневные температуры до 80 °F в течение всего года и поддерживать ночные минимумы выше 60 градусов F даже зимой.
Зима в основном состоит из прохладных дождливых дней, сменяющихся тёплыми солнечными. Заморозки случаются нечасто, снег выпадал всего 3 раза за время наблюдений. К маю тихоокеанские штормы больше не посещают регион.
В мае и июне жаркие пустынные температуры в сочетании с прохладными водами океана приносят каждое утро низко висящие облака, называемые морским слоем. Они рассеиваются к полудню. Эти облака делают июнь самым облачным месяцем для Сьерра-Мадре, даже хотя в июне здесь выпадает в среднем всего 0,20 дюймов осадков.
С июля по октябрь в регионе держится жаркая погода, а сентябрь является самым жарким месяцем, в отличие от остальной части страны. В этот период дожди идут редко.
Самый сильный (за время наблюдений) снегопад в Сьерра-Мадре произошёл в 1949 году, когда за ночь город покрылся слоем снега в 3-4 дюйма (7,6-10,2 см).